# Строволос
Строволос (греч. Στρόβολος, тур. Strovolos) — город и муниципалитет, пригород столицы страны Никосии. С численностью населения около 70 000 человек, Строволос больше, чем муниципалитет Никосии, и является вторым по величине поселением Республики Кипр после города Лимасол.

## История
Имя Строволос происходит от греческого слова «strovilos» (Στρόβιλος), что означает смерч или ураган. 
Первые упоминания о городе встречаются в Средних веках, где его описывает летописец Леонтий Махаирас. Окончательное становление города произошло после захвата острова турками. 
После Кипрского кризиса 1963—1975 годов турецкое население муниципалитета покинуло его и переселилось в северные районы острова. Само же население города пополнилось за счет греков, бежавших из северных районов острова, оккупированных турками.

## Образование
Муниципалитет Строволос имеет несколько начальных школ и гимназий. Также есть две частные школы — GC школа карьеры и английская школа Никосии.

## Города-побратимы
- Верия, Греция (с 1993)[52]